# ملادن
ملادن (بالبلغارية: Младен)‏ قرية تقع إدارياً ضمن Sevlievo ‏ في بلغاريا. ويبلغ عدد سكانها 156 نسمة حسب تعداد 15 مارس 2015. تعتمد ملادن للبريد على الرمز البريدي 5428 وللاتصالات على رمز الاتصال الهاتفي المحلي 06738.